# Кирлангич

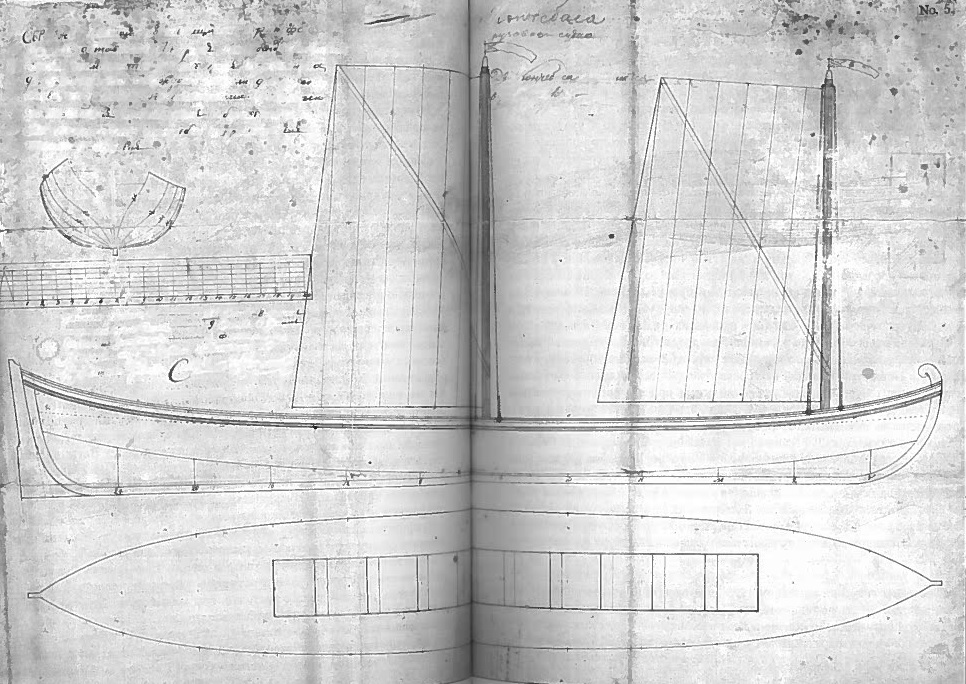
Турецькій кирлангич

Кирлангич (тур. kırlangıç — «ластівка») — швидкісне морське вітрильно-гребне судно, мало 1-2 щогли з косими вітрилами, довжиною близько 22 метрів, шириною 7,6 метрів, з осадкою 2,4 метра.